# Antioquía del Crago
Antioquía del Crago (en latín, Antiochia ad Cragum; en griego: Αντιόχεια του Κράγου) también conocida como Antioqueta o Antioquía Parva ('Pequeña Antioquía'), fue una antigua ciudad del período helenístico situada en el monte Crago que domina la costa mediterránea, en la región de Cilicia, en Anatolia, en Turquía. En la actualidad, el lugar lo ocupa el pueblo de Güneyköy, distrito de Gazipaşa, provincia de Antalya.
La ciudad fue fundada por Antíoco IV Epífanes alrededor del año 170 a. C. Acuñó monedas desde mediados del siglo I hasta mediados del siglo II, las últimas conocidas de las cuales fueron emitidas bajo el emperador romano Valeriano. La ciudad pasó a formar parte del reino de la Armenia Inferior en el siglo XII. En 1332, los Caballeros Hospitalarios tomaron la ciudad, después de lo cual se la conoció como Antioqueta, Antioqueta in Rufine (bula papal del Papa Juan XXII) y Antioquía Parva.
Algunos historiadores relacionan Antioquía del Crago con la ciudad de Crago, aunque se encuentre a más de 100 km de distancia, y con Sidyma, de la que se dice que era el Crago Liciano.[cita requerida]
Se conservan ruinas de la ciudad que incluyen fortificaciones, baños, capillas, la necrópolis romana, un lagar y el mosaico romano más grande encontrado en Turquía. En 2018, se descubrieron mosaicos de unas letrinas con temas de humor verde sobre Narciso y Ganímedes.

## Obispado

Mapa del Reino armenio de Cilicia, con la ubicación de la «Pequeña Antioquía», al lado de Selinos.

En la época bizantina, Antioquía Parva era la sede de una sede episcopal de la provincia romana de Isauria en la Diócesis de Oriente. Formaba parte del Patriarcado de Antioquía y era sufragánea del Arzobispado de Seleucia.
Los cinco obispos antiguos conocidos de esta diócesis fueron:
- Antonio participó en el Primer Concilio de Nicea en 325.
- Teodosio, en el Primer Concilio de Constantinopla en 381.
- Acacio estuvo entre los padres del Concilio de Calcedonia en 451.
- Zacharias participó en el Consejo Quinisexto de 692.
- Teófanes finalmente fue testigo del concilio celebrado en Constantinopla en 879–880 que rehabilitó al patriarca Focio de Constantinopla.[5]

La Diócesis de Antioquía Parva ya no es un obispado residencial. Hoy figura como sede titular y suprimida de la Iglesia católica. El puesto está vacante desde el 11 de abril de 1964. Anteriormente estuvo a cargo de:
- Jacques-Eugène Louis Ménager (23 de junio de 1955-7 de diciembre de 1961)
- André-Jean-Marie Charles de la Brousse (26 de enero de 1962-11 de abril de 1964)